# Matt Crossley
Matthew Crossley (sinh ngày 18 tháng 3 năm 1968) là một cựu cầu thủ bóng đá người Anh.

## Sự nghiệp huấn luyện
Crossley được bổ nhiệm làm trợ lý huấn luyện viên Woking vào tháng 11 năm 2002, làm việc với Glenn Cockerill.
Trong chiến thắng 1-0 của Woking trước York City ngày 29 tháng 12 năm 2006, Crossley húc đầu vào cầu thủ thay người của York James Dudgeon, sau khi anh cố gắng ngăn cản sự tạo lối chơi giữa Neal Bishop và Danny Bunce của Woking. Crossley và Cockerill bị Woking sa thải vào tháng 3 năm 2007.